# Christopher Harms
Christopher Harms (* 1980 oder 1981) ist ein deutscher Journalist und Ministerialbeamter. Er ist seit 2025 der Sprecher des Senats der Freien und Hansestadt Hamburg.

## Leben
Harms war zunächst als Journalist für Focus Online und den Fernsehsender Hamburg 1 tätig. Später war er Referent für Öffentlichkeitsarbeit und stellvertretender Pressesprecher des Verkehrsbündnisses Allianz pro Schiene.
2017 wurde Harms Sprecher der Hamburger Finanzbehörde. Im Mai 2018 wechselte er in die Pressestelle der Senatskanzlei. Später wurde er stellvertretender Senatssprecher. Im Mai 2025 wurde er als Nachfolger von Marcel Schweitzer Sprecher des Hamburger Senats.